# Lijst van Franse ministers van Publieke Diensten
Dit is een lijst van Franse ministers van Publieke Diensten.

## Ministers van Publieke Diensten (1986–heden)
| Viceminister van Publieke Diensten     | Viceminister van Publieke Diensten                                    | Viceminister van Publieke Diensten | Ambtstermijn             | Ambtstermijn     | Partij(en)     | Premier(s)                        | Kabinet(en)                            | Overige functie(s)                                                         |
| -------------------------------------- | --------------------------------------------------------------------- | ---------------------------------- | ------------------------ | ---------------- | -------------- | --------------------------------- | -------------------------------------- | -------------------------------------------------------------------------- |
|                                        |                                                                       | Hervé de Charette (1938)           | 20 maart 1986            | 10 mei 1988      | UDF            | Jacques Chirac (1986–1988)        | Chirac II                              | Viceminister voor Planning                                                 |
| Minister van Publieke Diensten         | Minister van Publieke Diensten                                        | Minister van Publieke Diensten     | Ambtstermijn             | Ambtstermijn     | Partij(en)     | Premier(s)                        | Kabinet(en)                            | Overige functie(s)                                                         |
|                                        |                                                                       | Michel Durafour (1920–2017)        | 10 mei 1988              | 15 mei 1991      | UDF            | Michel Rocard (1988–1991)         | Rocard I                               | Minister voor Bestuurlijke Vernieuwing                                     |
| Rocard II                              | Minister voor Bestuurlijke Vernieuwing / Minister van Staat (1989–91) | Michel Durafour (1920–2017)        | 10 mei 1988              | 15 mei 1991      | UDF            | Michel Rocard (1988–1991)         |                                        |                                                                            |
|                                        | Jean-Pierre Soisson                                                   | Jean-Pierre Soisson (1934)         | 15 mei 1991              | 28 maart 1992    | UDF            | Édith Cresson (1991–1992)         | Cresson                                | Minister van Staat                                                         |
| Minister voor Bestuurlijke Vernieuwing | Jean-Pierre Soisson                                                   | Jean-Pierre Soisson (1934)         | 15 mei 1991              | 28 maart 1992    | UDF            | Édith Cresson (1991–1992)         | Cresson                                |                                                                            |
| Vacant                                 |                                                                       |                                    |                          |                  |                | Édith Cresson (1991–1992)         | Cresson                                |                                                                            |
|                                        |                                                                       | Michel Delebarre (1946–2022)       | 2 april 1992             | 29 maart 1993    | PS             | Pierre Bérégovoy (1992–1993)      | Bérégovoy                              | Minister van Staat                                                         |
| Minister voor Bestuurlijke Vernieuwing |                                                                       | Michel Delebarre (1946–2022)       | 2 april 1992             | 29 maart 1993    | PS             | Pierre Bérégovoy (1992–1993)      | Bérégovoy                              |                                                                            |
|                                        | André Rossinot                                                        | André Rossinot (1939)              | 29 maart 1993            | 17 mei 1995      | UDF            | Édouard Balladur (1993–1995)      | Balladur                               |                                                                            |
|                                        | Jean Puech                                                            | Jean Puech (1942)                  | 17 mei 1995              | 7 november 1995  | UDF            | Alain Juppé (1995–1997)           | Juppé I                                | Minister voor Bestuurlijke Vernieuwing                                     |
|                                        | Dominique Perben                                                      | Dominique Perben (1945)            | 7 november 1995          | 3 juni 1997      | RPR            | Alain Juppé (1995–1997)           | Juppé II                               | Minister voor Bestuurlijke Vernieuwing                                     |
|                                        | Émile Zuccarelli                                                      | Émile Zuccarelli (1940)            | 3 juni 1997              | 27 maart 2000    | PRG            | Lionel Jospin (1997–2002)         | Jospin                                 | Minister voor Bestuurlijke Vernieuwing                                     |
|                                        | Michel Sapin                                                          | Michel Sapin (1952)                | 27 maart 2000            | 6 mei 2002       | PS             | Lionel Jospin (1997–2002)         | Jospin                                 | Minister voor Bestuurlijke Vernieuwing                                     |
|                                        | Jean-Paul Delevoye                                                    | Jean-Paul Delevoye (1947)          | 6 mei 2002               | 31 maart 2004    | PRP (2002)     | Jean-Pierre Raffarin (2002–2005)  | Raffarin I                             | Minister van Ruimtelijke Ordening / Minister voor Bestuurlijke Vernieuwing |
| UMP (2002–04)                          | Jean-Paul Delevoye                                                    | Jean-Paul Delevoye (1947)          | 6 mei 2002               | 31 maart 2004    | Raffarin II    | Jean-Pierre Raffarin (2002–2005)  |                                        | Minister van Ruimtelijke Ordening / Minister voor Bestuurlijke Vernieuwing |
|                                        |                                                                       | Renaud Dutreil (1960)              | 31 maart 2004            | 31 mei 2005      | PRV            | Jean-Pierre Raffarin (2002–2005)  | Raffarin III                           | Minister voor Bestuurlijke Vernieuwing                                     |
|                                        | Christian Jacob                                                       | Christian Jacob (1959)             | 31 mei 2005              | 16 mei 2007      | UMP            | Dominique de Villepin (2005–2007) | de Villepin                            |                                                                            |
|                                        | Eric Woerth                                                           | Eric Woerth (1956)                 | 16 mei 2007              | 22 maart 2010    | UMP            | François Fillon (2007–2012)       | Fillon I                               | Minister voor Begrotingszaken                                              |
| Fillon II                              | Eric Woerth                                                           | Eric Woerth (1956)                 | 16 mei 2007              | 22 maart 2010    | UMP            | François Fillon (2007–2012)       |                                        | Minister voor Begrotingszaken                                              |
|                                        | François Baroin                                                       | François Baroin (1965)             | 22 maart 2010            | 30 juni 2011     | UMP            | François Fillon (2007–2012)       | Minister voor Begrotingszaken          |                                                                            |
| Fillon III                             | François Baroin                                                       | François Baroin (1965)             | 22 maart 2010            | 30 juni 2011     | UMP            | François Fillon (2007–2012)       | Minister voor Begrotingszaken          |                                                                            |
| Fillon III                             |                                                                       | François Sauvadet                  | François Sauvadet (1953) | 30 juni 2011     | 15 mei 2012    | François Fillon (2007–2012)       | NC                                     |                                                                            |
|                                        | Marylise Lebranchu                                                    | Marylise Lebranchu (1947)          | 15 mei 2012              | 11 februari 2016 | PS             | Jean-Marc Ayrault (2012–2014)     | Ayrault I                              |                                                                            |
| Ayrault II                             | Marylise Lebranchu                                                    | Marylise Lebranchu (1947)          | 15 mei 2012              | 11 februari 2016 | PS             | Jean-Marc Ayrault (2012–2014)     |                                        |                                                                            |
| Manuel Valls (2014–2016)               | Marylise Lebranchu                                                    | Marylise Lebranchu (1947)          | 15 mei 2012              | 11 februari 2016 | PS             | Valls I                           |                                        |                                                                            |
| Manuel Valls (2014–2016)               | Marylise Lebranchu                                                    | Marylise Lebranchu (1947)          | 15 mei 2012              | 11 februari 2016 | PS             | Valls II                          |                                        |                                                                            |
| Manuel Valls (2014–2016)               |                                                                       | Annick Girardin                    | Annick Girardin (1964)   | 11 februari 2016 | 14 mei 2017    | PRG                               | Minister voor Bestuurlijke Vernieuwing |                                                                            |
| Bernard Cazeneuve (2016–2017)          | Cazeneuve                                                             | Annick Girardin                    | Annick Girardin (1964)   | 11 februari 2016 | 14 mei 2017    | PRG                               | Minister voor Bestuurlijke Vernieuwing |                                                                            |
|                                        | Gérald Darmanin                                                       | Gérald Darmanin (1982)             | 14 mei 2017              | 3 juli 2020      | LR (2017)      | Édouard Philippe (2017–20)        | Philippe I                             | Minister voor Begrotingszaken                                              |
| Philippe II                            | Gérald Darmanin                                                       | Gérald Darmanin (1982)             | 14 mei 2017              | 3 juli 2020      | LR (2017)      | Édouard Philippe (2017–20)        |                                        | Minister voor Begrotingszaken                                              |
|                                        | Gérald Darmanin                                                       | Gérald Darmanin (1982)             | 14 mei 2017              | 3 juli 2020      | LREM (2017–20) | Édouard Philippe (2017–20)        |                                        | Minister voor Begrotingszaken                                              |
|                                        | Amélie de Montchalin                                                  | Amélie de Montchalin (1985)        | 3 juli 2020              | heden            | LREM           | Jean Castex (2020–heden)          | Castex                                 | Minister voor Bestuurlijke Vernieuwing                                     |